# Pata (Slovaquie)
Pour les articles homonymes, voir Pata.
Pata est un village de Slovaquie situé dans la région de Trnava.

## Histoire
Première mention écrite du village en 1156.

## Démographie

### Évolution de la population
| Année:               | 1994. | 2004.   | 2014.   | 2024.   |
| -------------------- | ----- | ------- | ------- | ------- |
| Nombre de personnes: | 2906  | 3051    | 3077    | 3274    |
| Différence:          |       | +4,98 % | +0,85 % | +6,40 % |

| Année:               | 2023. | 2024.   |
| -------------------- | ----- | ------- |
| Nombre de personnes: | 3273  | 3274    |
| Différence:          |       | +0,03 % |